# Юва (приток Уфы)
Юва (Савиновка) — река в России, протекает по Свердловской области. Устье реки находится в 453 км по левому берегу реки Уфа. Длина реки составляет 17 км.

## Данные водного реестра
По данным государственного водного реестра России, Юва (Савиновка) относится к Камскому бассейновому округу, водохозяйственный участок реки — Уфа от Нязепетровского гидроузла до Павловского гидроузла, без реки Ай, речной подбассейн реки — Белая. Речной бассейн реки — Кама.
Код объекта в государственном водном реестре — 10010201112111100021411.